# آرماندو
آروماند، اولین آلبوم اسپانیایی زبان (و به طور کلی پنجمین آلبوم) رپر ساکن میامی، پیت‌بول می باشد. آلبوم در ۲ نوامبر ۲۰۱۰ انتشار یافت و بازخورد های نسبتاً خوبی از رادیوهای اسپانیا و کشور های لاتین زبان گرفت. بر اساس گزارش آل میوزیک، آلبوم به خاطر پدر پیت‌بول، آرماندو نام گرفته است.

## واتاگاتاپیتوسبری(Watagatapitusberry)
الکل لعنتی(Maldito Alcohol)
- رتبه در لاتین پاپ ایرپلی: ۲۱

بون، بون (Bon, Bon)
- رتبه در چارت تک آهنگ‌های آلمان: ۳۲
- رتبه در چارت ۱۰۰ آهنگ داغ بیلبورد: ۶۱
- رتبه در چارت لاتین پاپ ایرپلی: ۳
- رتبه در چارت آهنگ‌های داغ لاتین: ۳
- رتبه در چارت آهنگ‌های سالسا: ۳

## فهرست آهنگ‌ها
| شماره      | نام                                                                                              | تهیه‌کنندگان                                | مدت   |
| ---------- | ------------------------------------------------------------------------------------------------ | ------------------------------------------ | ----- |
| ۱.         | «آرماندو (Armando)» (د ایجنتز به همراهی پاپایو)                                                  | د ایجنتز                                   | ۰:۴۳  |
| ۲.         | «الکل لعنتی (Maldito Alcohol)» (به همراهی افروجک)                                                | افروجک، دی جی بودها                        | ۳:۲۱  |
| ۳.         | «این شب (Esta Noche)» (دی جی آنتونی به همراهی ماد مارک و میکس کلودزوند)                          | دی جی آنتونی، ماد مارک، میکس کلودزوند      | ۳:۰۲  |
| ۴.         | «زنان (Mujeres)»                                                                                 | مارک کینچن                                 | ۳:۰۶  |
| ۵.         | «عالی، عالی (Bon, Bon)»                                                                          | یولاندا بی کول و دی سی یو پی، دی جی آلوارو | ۳:۳۵  |
| ۶.         | «دختری از گوانتانامو (Guantanamera)»                                                             | بودها، کینچن                               | ۳:۲۵  |
| ۷.         | «بدن تو (Tu Cuerpo)» (به همراهی جنکارلوس)                                                        | جنکارلوس، دیوید "دی-میرور" میراندا         | ۴:۰۴  |
| ۸.         | «۲۳ سال زندگی (Vida 23)» (به همراهی نیر)                                                         | دی جی اسنیک، کلینتون اسپارکز               | ۳:۲۰  |
| ۹.         | «آموروسا (Amorosa)» (به همراهی ام سی مارسینهو و پاپایو)                                          | کینچن، دی جی لاز                           | ۳:۳۲  |
| ۱۰.        | «واتاگاتاپیتوسبری (Watagatapitusberry)» (به همراهی سنساتو دل پاتیو، بلک پوینت، ال کتا و لیل جان) | دی جی کلس                                  | ۳:۵۷  |
| ۱۱.        | «غرور (Orgullo)»                                                                                 | روکو والدس                                 | ۳:۱۷  |
| ۱۲.        | «از او بخواهید (Preguntale)»                                                                     | دراپ دد بیتز، ادی گارسیا                   | ۳:۰۵  |
| مجموع مدت: | مجموع مدت:                                                                                       | مجموع مدت:                                 | ۳۸:۱۱ |

## رتبه ها و گواهی ها

### رتبه ها
| چارت (۲۰۱۰)             | بهترین رتبه |
| ----------------------- | ----------- |
| بیلبورد ۲۰۰ آمریکا      | ۶۵          |
| آلبوم‌های لاتین آمریکا   | ۲           |
| آلبوم‌های رپ آمریکا      | ۶           |
| آلبوم‌های دیجیتال آمریکا | ۲۴          |

| کشور         | گواهی | فروش   |
| ------------ | ----- | ------ |
| آمریکا(RIAA) | طلا   | ۵۰٬۰۰۰ |